# Zoltán Remák
Zoltán Remák, né le 15 janvier 1977 à Košice, est un coureur cycliste slovaque, professionnel de 2005 à 2007.

## Palmarès
- 2002[1]
  - 3e étape de Košice-Tatras-Košice
- 2003
  - Tour de Hongrie :
    - Classement général
    - 1re étape
- 2004
  - Classement général de Košice-Tatras-Košice
  - Classement général du Grand Prix cycliste de Gemenc
  - Classement général du Tour de Hongrie
- 2005
  - 3e étape de Košice-Tatras-Košice
  - Prologue du Tour de Hongrie
- 2006
  - 2e du championnat de Slovaquie sur route
  - 2e du championnat de Slovaquie du contre-la-montre
  - 2e du Tour de Hongrie
  - 2e du Tour of Vojvodina I
- 2007
  - Delta Bike Tour
  - 2e étape de Košice-Tatras-Košice (contre-la-montre)
  - Tour de Szeklerland :
    - Classement général
    - 1re étape

  - International Paths of Victory Tour :
    - Classement général
    - 4e étape

  - 2e de Košice-Tatras-Košice